# Джейден Мартелл
Джейден Веслі Ліберер, Джейден Мартелл (англ. Jaeden Wesley Martell, нар. 4 січня 2003) — американський актор.

## Біографія
Народився у Філадельфії, штат Пенсільванія, в сім'ї Анжели Мартелл і Веслі Ліберера, популярного у США шеф-кухаря.
У 2011 році у віці восьми років переїхав з матір'ю в Лос-Анджелес, де знявся в декількох рекламних роликах.
Дебютом у повнометражному кіно стала отримана у віці дев'яти років невелика роль героя Кріса Еванса (в дитинстві) у фільмі «Серце вщент» режисера Джастіна Рірдона.
Влітку 2013 року в Нью-Йорку Джейден виконав головну роль у фільмі «Святий Вінсент» Теодора Мелфі, де зіграв хлопчика Олівера.
У 2017 році знявся в американському драматичному фільмі жахів «Воно» за однойменним романом Стівена Кінга, де зіграв роль Білла Денбро.
У 2019 році знявся у фільмі Раяна Джонсона «Ножі наголо». У березні 2019 року, приєднався до акторського складу міні-серіалу «Захищаючи Джейкоба», заснованого на однойменному романі Вільяма Лендея. У вересні 2021 року Мартелл зобразив Морті Сміта у рекламному ролику для двосерійного фіналу п'ятого сезону мультсеріалу «Рік та Морті».

## Фільмографія
| Рік         |    | Українська назва          | Оригінальна назва                  | Роль             |
| ----------- | -- | ------------------------- | ---------------------------------- | ---------------- |
| 2013        | кф |                           | Grief                              | дитина           |
| 2014        | ф  | Святий Вінсент            | St. Vincent                        | Олівер Бронштейн |
| 2014        | ф  | Серце вщент               | Playing It Cool                    | шестирічний Я    |
| 2015        | ф  | Алоха                     | Aloha                              | Мітчелл Вудсайд  |
| 2015 — 2016 | с  | Майстри сексу             | Masters of Sex                     | Джонні Мастерс   |
| 2016        | кф |                           | Framed: The Adventures of Zion Man | Вальтер          |
| 2016        | ф  | Спецвипуск опівночі       | Midnight Special                   | Альтон           |
| 2016        | ф  | Підтвердження             | The Confirmation                   | Ентоні           |
| 2017        | ф  | Книга Генрі               | The Book of Henry                  | Генрі Карпентер  |
| 2017        | ф  | Воно                      | It                                 | Білл Денбро      |
| 2018        | ф  |                           | The True Adventures of Wolfboy     | Пол              |
| 2018        | ф  |                           | Low Tide                           | Пітер            |
| 2019        | ф  | Воно 2                    | It: Chapter Two                    | Білл Денбро      |
| 2019        | ф  | Ножі наголо               | Knives Out                         | Джейкоб Тромбрей |
| 2020        | с  | Захищаючи Джейкоба        | Defending Jacob                    | Джейкоб Барбер   |
| 2021        | с  | Дзвінки                   | Calls                              | Джастін          |
| 2021        | с  | Рік та Морті              | Rick and Morty                     | Морті Сміт       |
| 2022        | ф  | Боги геві-металу          | Metal Lords                        | Кевін Шліб       |
| 2022        | ф  | Телефон містера Гаррігана | Mr. Harrigan’s Phone               | Крейґ            |
| 2023        | с  | Баррі                     | Barry                              | Джон Беркман     |
| 2024        | ф  | Судна ніч в Аркадії       | Arcadian                           | Джозеф           |

## Нагороди та премії
- Номінований на кінопремію «Вибір критиків» 2015 року, як найкраща дитина-актор (за роль Олівера у фільмі « Святий Вінсент»).